# NGC 7145
NGC 7145 (другие обозначения — PGC 67583, ESO 237-13) — эллиптическая галактика (E) в созвездии Журавль.
Этот объект входит в число перечисленных в оригинальной редакции «Нового общего каталога».